# 詹才芳
詹才芳（1907年9月12日—1992年12月2日），中国人民解放军中将，1955年获一级八一勋章、一级独立自由勋章、一级解放勋章，1988年获一级红星功勋荣誉章。湖北黄安县高桥区黑石嘴村詹家畈人。

## 简历
詹才芳家庭出身雇农。出生时父亲破产家已落败，九岁丧母，12岁时父亲和二姐因误食有毒的野菜无钱医治病亡。投奔已出嫁的长姐，白天放牛，晚上由姐夫余楚臣（大革命时期入党、革命烈士）教认字读书。十六岁时到武昌一家饭馆当杂工，后入董必武办的武汉中学当校工，半工半读，并为在武汉开展工作的董必武做一些警戒和交通送信工作。董必武的姐姐是詹才芳姐夫余楚臣的母亲。
1925年春，受董必武指派，詹才芳跟随大姐夫余楚臣回到了黄安家乡，办起了平民学校和农民夜校，宣传革命。1926年冬，高桥区农民协会成立，同时组织了区农民自卫军，他任队长。1927年加入中国共产主义青年团，同年转入中国共产党。中国国民党清党时，余楚臣遭杀害。1927年10月3日，中共黄麻特委，在黄安七里坪文昌宫召开党的活动分子会议，传达中共湖北省委武装暴动计划，詹才芳、王秀松、李先念等人，以董必武的名义出布告、发传单。经过20多天准备，11月13日，在中共黄麻特委领导下，王秀松、詹才芳的400多人的黄安、麻城农民自卫军、义勇队和农民群众共计2万余人发动武装起义，一举攻占黄安县城，史称黄麻起义。詹才芳亲兄弟四人都参加这次起义。詹才芳亲自率领30余人的突击队，一举攻进黄安城南门。11月18日，黄安县农民政府宣布成立，组建了中国工农革命鄂东军，詹才芳任排长。
是木兰山七十二壮士之一。1928年任中共鄂东特委委员。1928年，詹才芳担任黄陂县游击大队大队长，率队在红安县南部一带活动。
陈锡联13岁参加红军，曾任詹才芳警卫员。
1931年11月7日，中国工农红军第四方面军在黄安七里坪宣告成立。詹才芳任红四军红十师红三十团政委，团长是王树声。鄂豫皖根据地第3次反“围剿”的黄安战役。1932年初，相继参加了商（城）潢（川）进攻战役、潢（川）光（山）进攻战役。1932年3月22日至5月8日红四方面军的苏家埠战役，团长王树声因第二次进攻战役中身负重伤住院，詹才芳担任军事指挥，为以后转任军事主官奠定基础。
1932年12月17日，红四方面军长征翻越大巴山，詹才芳升任红十师政委。1933年4月川陕苏区反三路围攻战役时任红十二师政委.1933年七月初，红四方面军根据木门会议决定由入川时的4个师扩编为4个军。红十二师连同巴中特别市，巴中、恩阳、仪陇、阆中等县的独立团、独立营，扩编为红九军，何畏任军长、詹才芳升任政治委员，许世友担任副军长。下辖第二十五、二十七师，第二十六师暂缺。1935年初詹才芳任红三十一军政治委员，红四方面军副总指挥王树声兼任军长。1936年8月调入红四方面军红军大学学习。长征到达延安后，詹才芳随校并入抗日军政大学，任一大队副大队长。
詹才芳从小不吃猪、鸡、鸭、鱼肉，在长征时期别人还可以吃些马肉，他只能用野菜、树皮、草根充饥，成为红军里有名的“斋公”。
1938年秋，与大队政委胡耀邦率一大队挺进华北敌后办学，到晋察冀灵寿县扩编为“抗大”二分校，任抗大二分校特科大队长。1940年8月底调任第三分区任副司令员兼参谋长；黄永胜任司令员。1944年任冀热辽军区副司令员。
1945年11月组建冀东军区任司令员、中共冀热辽中央分局委员。 1947年8月组建东野九纵任司令员。1948年11月改编为46军任军长。
1950年5月任湖南军区副司令兼46军军长。1949年9月率46军留湘南剿匪，兼剿匪指挥部司令员。1950年10月组建中南军区公安部队任司令员。1955年6月任广州军区副司令员兼广东省军区司令员。
1962年秋，《红四方面军战史》审稿小组的四名成员之一（徐向前、王树声、詹才芳、陈再道）。
文化大革命时，负责湖南的三支两军工作。
第二、三届国防委员会委员，第五届全国人民代表大会常务委员会，中国共产党第八次全国人民代表大会代表，第十三、十四次全国人民代表大会特邀代表，中共中央顾问委员会委员。

## 著作
《盟军现形记》、《笑俘强敌十万》和《渗透战》。《战将的足迹》

## 家人
- 长兄詹才华，1926年入党，任区委书记，1928年牺牲。
- 二哥詹才进。
- 孪生四弟詹才银，任交通员，1929年牺牲。

夫人杨静，1919年生，江苏淮安县人。1939年任阜平县妇救会主任。1940年8月24日结婚。文革开始时任广东省委直属党委书记。
子女五人：
- 长女詹杨，1944年4月15日出生。
- 长子詹威，1946年1月11日出生。
- 次女詹小晶，1952年生。参军后在177医院传染病区任战士。后入第一军医大学读书。
- 次子：
- 幼子